# John-Laffnie de Jager
John-Laffnie de Jager (ur. 17 marca 1973 w Johannesburgu) – południowoafrykański tenisista, reprezentant w Pucharze Davisa, olimpijczyk z Sydney (2000).

## Kariera tenisowa
Karierę tenisową rozpoczął w roku 1992, a zakończył w 2003 roku.
Jako junior wygrał deblowy turniej US Open 1991, grając wspólnie z Karimem al-Alamim.
W gronie zawodowców wygrał 7 turniejów kategorii ATP World Tour w grze podwójnej oraz 12 razy był finalistą. W Wielkim Szlemie jego najlepszym wynikiem są półfinały deblowego Australian Open 1993, US Open 1998 oraz Wimbledonu 2000.
W grze mieszanej jest finalistą French Open 1995 wspólnie z Jill Hetherington. Para ta uległa w meczu o tytuł Łarysie Sawczenko-Neiland i Toddowi Woodbridge 6:7(8), 6:7(4). Drugi finał osiągnął podczas Australian Open 1997 partnerując Łarysie Sawczenko-Neiland. W finale ponieśli porażkę z Manon Bollegraf i Rickiem Leachem 3:6, 7:6(5), 5:7.
W roku 1999 zadebiutował w reprezentacji w Pucharze Davisa podczas meczu z Białorusią. Tegoż samego roku był bliski awansu z zespołem do grupy światowej, jednak decydującą rundę tenisiści z RPA przegrali z Wielką Brytanią. Łącznie z barwach narodowych wystąpił w 6 meczach (5 wygrał i 1 przegrał).
W 2000 roku John-Laffnie de Jager zagrał na igrzyskach olimpijskich w Sydney, a tworzył wówczas parę z Davidem Adamsem. Zawodnicy doszli do półfinału, w którym ponieśli porażkę z Kanadyjczykami Sébastienem Lareau i Danielem Nestorem. Spotkanie o brązowy medal przegrali z parą Àlex Corretja–Albert Costa 6:2, 4:6, 3:6.
Najwyżej sklasyfikowany w rankingu deblistów był pod koniec lipca 2000 roku, na 11. miejscu.

### Finały w turniejach ATP World Tour
| Legenda                                      |
| -------------------------------------------- |
| Wielki Szlem                                 |
| Igrzyska olimpijskie                         |
| Tennis Masters Cup / ATP Finals              |
| ATP Masters Series / ATP Tour Masters 1000   |
| ATP International Series Gold / ATP Tour 500 |
| ATP International Series / ATP Tour 250      |

#### Gra mieszana (0–2)
| Końcowy wynik | Nr | Data             | Turniej                    | Nawierzchnia | Partnerka                | Przeciwnicy                              | Wynik finału     |
| ------------- | -- | ---------------- | -------------------------- | ------------ | ------------------------ | ---------------------------------------- | ---------------- |
| Finalista     | 1. | 10 czerwca 1995  | French Open, Paryż         | Ceglana      | Jill Hetherington        | Łarysa Sawczenko-Neiland Todd Woodbridge | 6:7(8), 6:7(4)   |
| Finalista     | 2. | 25 stycznia 1997 | Australian Open, Melbourne | Twarda       | Łarysa Sawczenko-Neiland | Manon Bollegraf Rick Leach               | 3:6, 7:6(5), 5:7 |

#### Gra podwójna (7–12)
| Końcowy wynik | Nr  | Data                 | Turniej       | Nawierzchnia    | Partner             | Przeciwnicy                         | Wynik finału         |
| ------------- | --- | -------------------- | ------------- | --------------- | ------------------- | ----------------------------------- | -------------------- |
| Zwycięzca     | 1.  | 15 listopada 1992    | Moskwa        | Dywanowa (hala) | Marius Barnard      | David Adams Andriej Olchowski       | 6:4, 3:6, 7:6        |
| Finalista     | 5.  | 24 października 1993 | Lyon          | Dywanowa (hala) | Stefan Kruger       | Gary Muller Danie Visser            | 3:6, 6:7             |
| Finalista     | 2.  | 2 października 1994  | Bazylea       | Twarda (hala)   | Lan Bale            | Patrick McEnroe Jared Palmer        | 3:6, 6:7             |
| Zwycięzca     | 2.  | 16 października 1994 | Tel Awiw-Jafa | Twarda          | Lan Bale            | Jan Apell Jonas Björkman            | 6:7, 6:2, 7:6        |
| Zwycięzca     | 3.  | 8 października 1995  | Tuluza        | Twarda (hala)   | Jonas Björkman      | Dave Randall Greg Van Emburgh       | 7:6, 7:6             |
| Finalista     | 3.  | 22 października 1995 | Lyon          | Dywanowa (hala) | Wayne Ferreira      | Jakob Hlasek Jewgienij Kafielnikow  | 3:6, 3:6             |
| Finalista     | 4.  | 14 czerwca 1998      | Halle         | Trawiasta       | Marc-Kevin Goellner | Ellis Ferreira Rick Leach           | 6:4, 4:6, 6:7        |
| Finalista     | 5.  | 18 października 1998 | Wiedeń        | Dywanowa (hala) | David Adams         | Jewgienij Kafielnikow Daniel Vacek  | 5:7, 3:6             |
| Zwycięzca     | 4.  | 21 lutego 1999       | Rotterdam     | Dywanowa (hala) | David Adams         | Neil Broad Peter Tramacchi          | 6:7, 6:3, 6:4        |
| Finalista     | 6.  | 14 lutego 1999       | Dubaj         | Twarda          | David Adams         | Wayne Black Sandon Stolle           | 6:4, 1:6, 4:6        |
| Finalista     | 7.  | 16 maja 1999         | Rzym          | Ceglana         | David Adams         | Ellis Ferreira Rick Leach           | 7:6, 1:6, 2:6        |
| Finalista     | 8.  | 22 sierpnia 1999     | Waszyngton    | Twarda          | David Adams         | Justin Gimelstob Sébastien Lareau   | 5:7, 7:6(2), 3:6     |
| Finalista     | 9.  | 3 października 1999  | Tuluza        | Twarda (hala)   | David Adams         | Olivier Delaître Jeff Tarango       | 6:3, 6:7(2), 4:6     |
| Finalista     | 10. | 31 października 1999 | Stuttgart     | Twarda (hala)   | David Adams         | Jonas Björkman Byron Black          | 7:6(6), 6:7(2), 0:6  |
| Zwycięzca     | 5.  | 20 lutego 2000       | Rotterdam     | Twarda (hala)   | David Adams         | Tim Henman Jewgienij Kafielnikow    | 5:7, 6:2, 6:3        |
| Zwycięzca     | 6.  | 27 lutego 2000       | Londyn        | Twarda (hala)   | David Adams         | Jan-Michael Gambill Scott Humphries | 6:3, 6:7(7), 7:6(11) |
| Zwycięzca     | 7.  | 7 maja 2000          | Monachium     | Ceglana         | David Adams         | Maks Mirny Nenad Zimonjić           | 6:4, 6:4             |
| Finalista     | 11. | 23 września 2001     | Szanghaj      | Twarda          | Robbie Koenig       | Byron Black Thomas Shimada          | 2:6, 6:3, 5:7        |
| Finalista     | 12. | 3 marca 2002         | San José      | Twarda (hala)   | Robbie Koenig       | Wayne Black Kevin Ullyett           | 3:6, 6:4, 5–10       |